# Hayley Peirsol
Hayley Reide Peirsol (Irvine, 9 agosto 1985) è una nuotatrice statunitense.
Specializzata nelle gare lunghe di stile libero, ha ottenuto i suoi migliori risultati ai Mondiali, vincendo l'argento nei 1500 m sl nel 2003 a Barcellona e il bronzo negli 800 m sl a Melbourne 2007.

## Palmarès
- Mondiali

Barcellona 2003: argento nei 1500m sl.
Melbourne 2007: bronzo negli 800m sl.
- Giochi PanPacifici

Yokohama 2002: bronzo negli 800m sl.
Victoria 2006: argento nei 1500m sl e bronzo negli 800m sl.
- Universiadi

Smirne 2005: oro nei 1500m sl e argento negli 800m sl.